# Karim Konaté (Fußballspieler, 2004)
Karim Konaté (* 21. März 2004 in Koumassi) ist ein ivorischer Fußballspieler.

## Karriere

### Verein
Konaté begann seine Karriere bei ASEC Mimosas. Zur Saison 2019/20 rückte er in den Kader der ersten Mannschaft von ASEC. Mit dem Klub wurde er in der Saison 2020/21 ivorischer Meister. Infolgedessen nahm er mit dem Klub in der Saison 2021/22 auch an der CAF Champions League teil und kam in dieser zu vier Einsätzen, ehe der Verein in der zweiten Qualifikationsrunde am CR Belouizdad scheiterte und in den CAF Confederation Cup umgestuft wurde. Dort kam er dann achtmal zum Einsatz und traf dabei siebenmal.
Zur Saison 2022/23 wechselte er zum österreichischen Bundesligisten FC Red Bull Salzburg, bei dem er einen bis Juni 2027 laufenden Vertrag erhielt. In Salzburg sollte er zunächst aber für das zweitklassige Farmteam FC Liefering zum Einsatz kommen. Sein Debüt für den FC Liefering gab er im Juli 2022 in der 2. Runde der 2. Liga gegen den SK Vorwärts Steyr. Für Liefering erzielte er in der Saison 2022/23 15 Tore und liegt damit an der zweiten Stelle der Torschützenliste der 2. Liga. Er bestritt jedoch nicht alle Spiele, da er im Januar 2023 in den Kader Salzburgs aufrückte. Sein Debüt gab er im Auswärtsspiel gegen WSG Tirol am 19. Februar 2023, wo er in der 75. Minute für Junior Adamu eingewechselt wurde. In der 85. Minute erzielte er sein erstes Bundesligator.

### Nationalmannschaft
Konaté debütierte im September 2021 in der WM-Qualifikation gegen Mosambik für die ivorische Nationalmannschaft. In weiterer Folge wurde er dann auch für den Afrika-Cup im Januar 2022 nominiert. Mit der Elfenbeinküste schied er im Achtelfinale aus, während des Turniers kam der Stürmer nie zum Einsatz. Beim Afrika-Cup 2024 gehörte er erneut dem Kader an und konnte mit der Mannschaft das Turnier gewinnen, wobei er selbst in drei Spielen zum Einsatz kam.

## Erfolge
Elfenbeinküste
- Afrikameister: 2024

ASEC Mimosas
- Ivorischer Meister: 2021

Red Bull Salzburg
- Österreichischer Meister: 2023

Persönlich
- Torschützenkönig der Bundesliga: 2024
- 2024: 28. Bruno-Gala: Auszeichnung mit dem Sonderpreis Torjägerkrone[5]